# 科研基金列表
这是一个在线科研基金数据库列表。

## 国际机构
- 世界青年科学家协会（英语：World Association of Young Scientists）
  - 基金搜索 （页面存档备份，存于）
  - 资助机构名单

## 澳大利亚
- 澳大利亚政府基金
- 澳大利亚慈善总目, 澳大利亚慈善机构

## 美国
- Funding （页面存档备份，存于） - 国家科学基金会
- Community of Science Funding Opportunities
- Dialog OnDisc Grants Database, Dialog OnDisc
- FC Search, Foundation Center, replaced by Foundation Directory Online
- Federal Assistance Program Retrieval System (FAPRS)
- Federal Information Exchange (FEDIX), merged with RAMS
- Federal Research in Progress （页面存档备份，存于） (FEDRIP), 美国国家技术信息服务中心
- Federal grants in the United States, 美国联邦政府科研基金
- GrantScape （页面存档备份，存于）, 美国联邦政府国内援助总目（英语：Administration of federal assistance in the United States）
- GrantSelect （页面存档备份，存于）, 美国大学和州立学院协会（英语：American Association of State Colleges and Universities）
- Illinois Researcher Information Service (IRIS)
- Sponsored Programs Information Network (SPIN), InfoEd
- enGrant Scientific基金搜索器
- 杜克大学的基金搜索器
- 明尼苏达大学的基金资源 （页面存档备份，存于）
- 耶鲁大学的基金资源 （页面存档备份，存于）
- http://foundationcenter.org （页面存档备份，存于） 上的资源 （页面存档备份，存于）

## 中国
- 国家自然科学基金委员会
- 研究资助 - 香港大学教育资助委员会
- The Croucher Foundation （页面存档备份，存于） - 裘槎基金会
- 中国科研机构资源 （页面存档备份，存于）